# Markenrolle
Eine Markenrolle, auch Markordnung, ist ein spätmittelalterliches und frühneuzeitliches Rechtsdokument, das die Gerechtsame und Pflichten der Markgenossen eines gemeinschaftlich bewirtschafteten Markwalds oder Gemarkung untereinander und gegenüber dem Landesherrn regelte.
Festgeschrieben wurden z. B. der Anteil des Holzes, das pro Hof geschlagen werden durfte, oder die Anzahl der eingetriebenen Schweine, die sich im Wald von Eicheln und Bucheckern ernähren durften. Der Landesherr sorgte im Gegenzug für geleistete Abgaben für den Schutz des Markenwalds und stellte zur Schlichtung von Streitigkeiten einen Kellner oder Holzrichter.
Ein Beispiel ist die Mehrenberger Markenrolle aus dem Jahr 1462, von der eine Abschrift von 1538 erhalten ist und die Gevener Markenrollen aus dem 15. und 16. Jahrhundert.